# Polityczna reklama porównawcza
Polityczna reklama porównawcza – reklama stosowana najczęściej podczas kampanii wyborczych mająca na celu ukazanie kontrastu pomiędzy sponsorem reklamy a jego politycznym przeciwnikiem wskazując na jego słabości.